# Маттео I Вісконті
Маттео I Великий (*Matteo Visconti I Grande, 15 серпня 1250 — 24 червня 1322) — граф Мілану в 1311—1322 роках.

## Життєпис

### Молоді роки
Походив з італійської шляхетської родини Вісконті. Син Теобальдо Вісконті та Анастасії Піровано, онуки Уберто Піровано, архієпископа Мілану. Замолоду включився у боротьбу свого роду проти делла Торре, сеньйорів і капітанів Міланської республіки. 1269 році оженився на доньці капітана містечка Санто-Стефано-Тічино. У 1273 році разом з іншими родичами обороняв Павію від військ роду делла Торре, але зазнав поразки й вимушений був тікати.
Після того як батько Маттео, що був воєначальником міланського архієпископа Оттоне Вісконті, в 1275 був узятий в полон військами імператора і його союзника Наполеона делла Торре і обезголовлений в 1276 році в Галлараті, командування військами Вісконті очолив Маттео.

### Синьйор Мілану
У грудні 1287 року за підтримки архієпископа Оттоне Вісконті, Маттео був обраний на посаду капітано-дель-пополо. Він настільки зміцнив вплив своєї родини, що 1289 року зміг нав'язати муніципалітету Мілана нові комунальні статути, відповідно до яких вибори капітана народу передавалися Урядовій раді, яка формувалася архієпископом і складається з 12 провізорів та їх голови. У 1290 році він став капітано-дель-пополо Верчеллі, а в 1292 році — Алессандрії та Комо, а його брат Уберто — подестою Верчеллі і Комо. Таким чином, вплив Вісконті було розширено на значну частину Ломбардії.
У 1291 році Маттео Вісконті призначається Рудольфом I, королем Німеччини, імператорським вікарієм в Ломбардії. Ця формальна посада дозволила зміцнити його становище та підтвердила усі завоювання. 1294 році новим король Адольф I Нассау підтвердив призначення Маттео імператорським вікарієм Ломбардії.
У 1295 році почалася нова війна між Вісконті, очільниками гібелінів (прихильників імператорської влади) та делла Торре, очільниками гвельфів (прихильниками Папського престолу). Війська Маттео атакували Лекко, головну фортецю гвельфів поблизу Мілану. Лекко було захоплено й зруйновано 1296 року. Водночас повстали міста Лоді і Крема. 1299 року новий німецький король Альбрехт I Габсбург перепризначив Маттео імператорським вікарієм Ломбардії.

### Повалення
У 1302 році проти Вісконті утворилася потужна коаліція міст Кремона, Павія, П'яченца, Новара, Верчеллі, Лоді, Крема та Монферрато під орудою Гвідо делла Торре, Альберто Скотті та Гіберто да Кореджо. Вісконті зазнали поразки й були вигнані з Мілану. Маттео знайшов прихисток у містечку Ногаролі — у володіннях роду Скалігері.
Маттео I звернувся за підтримкою до короля Німеччини. Втім, лише у листопаді 1310 року зумів зустрітися в Асті з імператором Генріхом VII. 4 грудня Маттео Вісконті при посередництві з Кассоне делла Торре щодо розподілу посад і прибутків Мілану. 27 грудня 1310 року в урочистій обстановці король Генріх VII Люксембург, який прибув до Мілана на коронацію як король Італії, влаштував примирення ворогуючих домів делла Торре і Вісконті. Проте в лютому місто повстало проти імперської влади. Маттео Вісконті відразу зайняв сторону імператора. Існує версія, що повстання було інспіровано Вісконті, щоб знищити делла Торре й зміцнити владу над Міланом.

### Граф
13 липня 1311 року під стінами Брешії він отримав від Генріха VII імперський вікаріат на Мілан зі сплатою великої суми грошей. Також став першим міланським графом. 1313 року переміг делла Торре у битвах при Гаджіано і Ро. Він став одним з найсильніших представників італійських гібелінів. Після цього він був офіційно визнаний муніципалітетом як синьйор Мілана.
Маттео Вістонті зібрав власну сильну найману армію, що стала найсильнішою в Північній Італії. За підтримки імператора він підкорив своїй владі П'яченцу, Бергамо, Лоді, Кремону, Тортону, Павію і Новару. Протягом 1314 року було переможено у декількох битвах Роберта, короля Неаполя, папського вікарія Італії, який став союзником гвельфів та роду делла Торре.
Своєю резиденцією в Мілані Маттео Вісконті обрав Анжеру — палац міланських архієпископів, за що незабаром був відлучений тодішнім архієпископом від церкви. Маттео поставився до цього факту з показною байдужістю.
Новий папа римський Іоанн XXII, бачачи в ньому небезпечного для себе вождя гібелінів. 1316 року король Роберт захопив Павію, проте невдовзі відступив з міста. Того ж року війська Вісконті зайняли місто Алессандрію. 31 березня 1317 року випустив буллу, яка забороняла Вісконті носити титул імперського вікарія. Маттео відмовився від титулу, але у відповідь вигнав міланського архієпископа, замінивши його своїм сином Джованні. Іоанн XXII не визнав вибори і призначив свого кандидата — Айкардо Антіміані, прихильника делла Торре. 4 січня 1318 року єпископами Асті та Комо Маттео Вісконті було відлучено від церкви за позбавлення волі делла Торре і інших гвельфів. Нові відлучення відбулися 10 лютого і 6 квітня.
У 1320 році на підставі показань міланського священика Бартоломео Каньолаті проти Маттео Вісконті було розпочато процес за звинуваченням у некромантії з метою вбивства папи римського. Вісконті було викликано на допит до Авіньйону, але він не з'явився — позначився хворим. У грудні почався новий процес уже проти Маттео Вісконті і його старшого сина Галеаццо за звинуваченням у єресі, чаклунстві, службі дияволу, співчутті вченню фра Дольчино. У перелік єретиків потрапили також архієпископ Оттоне і вся жіноча лінія родини, оскільки одна з родичок матері Маттео була спалена на багатті за звинуваченням у єресі.
Цього часу Маттео Вісконті втрутився у справи Генуезької республіки на боці партії гібелінів, яку очолювали роди Доріа та Спінола, проти гвельфів на чолі із Фієскі та Грімальді.
14 березня 1321 року Маттео I було заочно засуджено, а його майно оголошено конфіскованим. Жителі Мілана також потрапили під інтердикт. На початку 1322 року папський легат Бертран де Пюже оголосив хрестовий похід проти Вісконті. У травні того ж року Маттео зрікся влади на користь старшого сина. Поселився у Кресчензаго (тепер частина Мілана), де помер 24 серпня. Було таємно поховано в невідомому місці. Новим синьйором Мілана став його старший син Галеаццо I.

## Родина
Дружина — Бонакоза, донька Скварціно Боррі, капітана Санто-Стефано-Тічино
Діти:
- Галеаццо (1277—1328)
- Марко (1289—1329), подеста Алессандрії, синьйор Росати
- Джованні (1291—1354), архієпископ Мілану у 1317—1354 роках
- Лукіно (1285—1349), синьйор Мілану
- Стефано (1287—1327), граф Арона
- Катерина (1282—1311), дружина Альбоїно I делла Скала
- Заккарина (1295—1328), дружина Оттоне Русконі, подеста Коммо
- Флорамонда (1277—1321), дружина Гвідо Манделі, графа Макканьо (північна Сардинія)
- Агнеса, дружина Чеккіно делла Скала, синьйор Верони
- Беатріче (1280-д/н), дружина Спінетта Маласпіна, маркіза Веруколи